# Takács László (labdarúgó, 1944)
Takács László (1944. augusztus 31. –) labdarúgó, jobbösszekötő. Az 1963-64-es kupagyőztesek Európa-kupája döntőjéig jutott MTK csapatának játékosa.

## Pályafutása
1964-ben a KEK döntőig jutott csapat tagja volt, Csak három mérkőzésen lépett pályára, a döntő mérkőzéseken nem játszott.

## Sikerei, díjai
- Kupagyőztesek Európa-kupája (KEK)
  - döntős: 1963–64